# Alabandite
L'alabandite ou alabandine est un minéral rare de sulfure de manganèse. Il cristallise dans le système cristallin cubique avec la composition chimique Mn2+S et développe habituellement des agrégats massifs à granulaires, mais également, quoique rarement, des cristaux cubiques ou octaédriques allant jusqu'à 1 cm.

## Étymologie et histoire
L'alabandite a été décrite pour la première fois en 1784 par Franz-Joseph Müller von Reichenstein. Son nom provient de son lieu de découverte supposé, la ville d'Alabanda (Aïdin) en Turquie.

## Occurrence
L'alabandite se forme dans les veines épithermales de sulfures polymétalliques et les gisements de manganèse basse température.
Minéraux associés : acanthite, calcite, chalcopyrite, galène, pyrite, quartz, rhodochrosite, rhodonite, sphalérite et tellure natif.
On la trouve parfois dans des météorites.
Les gisements se trouvent en Antarctique, Argentine, Arménie, Australie, Bolivie, Brésil, Bulgarie, Canada, Chine, République Tchèque, Finlande, France, Allemagne, Ghana, Grèce, Groenland, Inde, Italie, Japon, Kirghizstan, Mexique, Nouvelle-Zélande, Norvège, Pérou, Pologne, Roumanie, Russie, Slovaquie, Afrique du Sud, Corée du Sud, Suède, Suisse, Taiwan, Tanzanie, Royaume-Uni, États-Unis, Ouzbékistan et Yémen. Au total, environ 220 lieux de découverte sont actuellement enregistrés.

## Structure cristalline
L'alabandite cristallise dans le système cristallin cubique dans le groupe d'espace Fm3m avec le paramètre cristallin a = 5,22 Å et quatre unités formulaires par maille conventionnelle.